# 서재관
서재관(徐在寬, 1946년 2월 10일~)은 대한민국의 정치인이다. 제17대 국회의원을 지냈다. 본관은 이천 서씨

## 학력
- 왕미국민학교 졸업
- 제천중학교 졸업
- 1964년 제천고등학교 졸업
- 1968년 고려대학교 법과대학 법학 학사

## 경력
- 중앙경찰학교장
- 충북지방경찰청장
- 울산지방경찰청장
- 인천지방경찰청장
- 해양경찰청장
- 제17대 국회의원 (열린우리당)
- 사단법인 치안문제연구소 자문위원장

## 역대 선거 결과
|  | 45.31% |

|  | 43.91% |

|  | 35.52% |

## 같이 보기
- 제천시·단양군
- 제천시의 국회의원
- 단양군의 국회의원
- 대한민국의 해양경찰청장